# Marsojaure (Jokkmokks socken, Lappland)
Marsojaure är en sjö i Jokkmokks kommun i Lappland och ingår i Luleälvens huvudavrinningsområde. Sjön har en area på 0,172 kvadratkilometer och ligger 602,9 meter över havet. Marsojaure ligger i Pärlälvens fjällurskog Natura 2000-område. Sjön avvattnas av vattendraget Harrokjåkkå.

## Delavrinningsområde
Marsojaure ingår i det delavrinningsområde (741244-162459) som SMHI kallar för Utloppet av Harrokjaure. Medelhöjden är 637 meter över havet och ytan är 16,74 kvadratkilometer. Det finns inga avrinningsområden uppströms utan avrinningsområdet är högsta punkten. Harrokjåkkå som avvattnar avrinningsområdet har biflödesordning 4, vilket innebär att vattnet flödar genom totalt 4 vattendrag innan det når havet efter 269 kilometer. Avrinningsområdet består mestadels av skog (68 procent) och kalfjäll (18 procent). Avrinningsområdet har 1,53 kvadratkilometer vattenytor vilket ger det en sjöprocent på 9,1 procent.